# Coolio
Coolio, artistnamn för Artis Leon Ivey Jr, född 1 augusti 1963 i Monessen i Pennsylvania,, död 28 september 2022 i Los Angeles, var en amerikansk rappare och skådespelare.

## Biografi
Coolios första skiva, It Takes a Thief, släpptes 1993 och innehåller hitlåten "Fantastic Voyage". Coolios andra album släpptes 1995 och innehåller hans kanske mest kända låt "Gangsta's Paradise" från filmen Farliga sinnen. Låten var den första raplåten som sålde mer än en miljon exemplar samt kom högt på både amerikanska och brittiska topplistor. Den innehöll en refräng från Stevie Wonders låt Pastime Paradise från albumet Songs in the Key of Life. År 1996 gjorde Weird Al Yankovic en parodi på låten: "Amish Paradise" från albumet Bad Hair Day. Coolios tredje album My Soul från 1997 innehåller "C U When You Get There" vars melodislinga bygger på Pachelbels Kanon.
Efter den oväntade succén med "Gangsta's Paradise" turnerade Coolio och började även skådespela. Han medverkade i ett stort antal TV-serier, till exempel Förhäxad, Futurama, The Nanny, samt några filmer, bland annat Batman & Robin. Han medverkade även på ett stort antal låtar med andra rappare: 2Pac, Busta Rhymes, Method Man och LL Cool J.
Artistnamnet "Coolio" anspelar på sångaren Julio Iglesias, som Iveys vänner skämtsamt menade att dennes mjuka rap- och sångstil liknade. Rapparen Marko Lehtosalo antog sitt artistnamn, Markoolio, baserat på sitt eget namn och artistnamnet Coolio.

## Priser
- 1994 : Nominerad till MTV Video Music Award för "Best Rap Video", "Fantastic Voyage"
- 1995 : Nominerad till Grammy för "Best Rap Solo Performance", "Fantastic Voyage"
- 1995 : Billboard Music Award för "Top Hot 100 Single Sales Single of the Year", "Gangsta's Paradise"
- 1995 : Billboard Music Award för "Top Hot 100 Single of the Year", "Gangsta's Paradise"
- 1996 : American Music Award för "Favorite Rap/Hip Hop Artist".
- 1996 : Grammy för "Best Rap Solo Performance", "Gangsta's Paradise"
- 1996 : Nominerad till Grammy för "Record of the Year", "Gangsta's Paradise"
- 1996 : MTV Video Music Award för "Best Rap Video", "Gangsta's Paradise"
- 1996 : MTV Video Music Award för "Best Video from a Film", "Gangsta's Paradise"
- 1996 : MTV Video Music Award för "Best Dance Video", "1, 2, 3, 4 (Sumpin' New)"
- 1996 : Nominerad till MTV Video Music Award för "Best Male Video", "1, 2, 3, 4 (Sumpin' New)"
- 1998 : Nominerad till Grammy för "Best Rap Performance", "C U When U Get There"

## Album
- 1994 – It Takes a Thief
- 1995 – Gangsta's Paradise
- 1997 – My Soul
- 2001 – Fantastic Voyage: The Greatest Hits
- 2002 – El Cool Magnifico
- 2006 – The Return of the Gangsta
- 2008 – Steal Hear
- 2009 – From the Bottom 2 the Top